# Duncan McGuire
Duncan MacAllister McGuire (Omaha, 5 febbraio 2001) è un calciatore statunitense, attaccante dell'Orlando City.

## Carriera

### Club
Nato a Omaha, ha giocato nelle giovanili dello Sporting Omaha e successivamente nel periodo del college con i Creighton Bluejays. Nel 2022 ha giocato 11 partite e segnato 4 gol in USL League Two con il Lane United.
Il 21 dicembre 2022 è stato selezionato al SuperDraft dall'Orlando City, che lo ha annunciato ufficialmente il successivo 22 febbraio. Ha debuttato il 12 marzo nell'incontro di MLS pareggiato 1-1 contro il D.C. United dove ha trovato anche la sua prima rete con il nuovo club.
Nel corso della stagione si è guadagnato sempre più spazio nell'11 titolare arrivando a segnare 15 reti in 37 partite considerando tutte le competizioni.

### Nazionale
Il 20 gennaio 2024, alla prima convocazione, fa il suo esordio in nazionale maggiore nell'amichevole persa 0-1 contro la Slovenia.

## Statistiche

### Presenze e reti nei club
Statistiche aggiornate al 27 novembre 2023.
| Stagione        | Squadra         | Campionato      | Campionato | Campionato | Coppe nazionali | Coppe nazionali | Coppe nazionali | Coppe continentali | Coppe continentali | Coppe continentali | Altre coppe | Altre coppe | Altre coppe | Totale | Totale | Totale |
| Stagione        | Squadra         | Comp            | Pres       | Reti       | Comp            | Pres            | Reti            | Comp               | Pres               | Reti               | Comp        | Pres        | Reti        | Pres   | Reti   |        |
| --------------- | --------------- | --------------- | ---------- | ---------- | --------------- | --------------- | --------------- | ------------------ | ------------------ | ------------------ | ----------- | ----------- | ----------- | ------ | ------ | ------ |
| 2022            | Lane United     | USL2            | 11         | 4          |                 | -               | -               |                    | -                  | -                  |             | -           | -           | 11     | 4      |        |
| 2023            | Orlando City    | MLS             | 32         | 13         | USCup           | 1               | 0               | CCL                | 1                  | 0                  | LC          | 3           | 2           | 37     | 15     |        |
| Totale carriera | Totale carriera | Totale carriera | 43         | 17         |                 | 1               | 0               |                    | 1                  | 0                  |             | 3           | 2           | 48     | 19     |        |

### Cronologia presenze e reti in nazionale
| Cronologia completa delle presenze e delle reti in nazionale ― Stati Uniti | Cronologia completa delle presenze e delle reti in nazionale ― Stati Uniti | Cronologia completa delle presenze e delle reti in nazionale ― Stati Uniti | Cronologia completa delle presenze e delle reti in nazionale ― Stati Uniti | Cronologia completa delle presenze e delle reti in nazionale ― Stati Uniti | Cronologia completa delle presenze e delle reti in nazionale ― Stati Uniti | Cronologia completa delle presenze e delle reti in nazionale ― Stati Uniti | Cronologia completa delle presenze e delle reti in nazionale ― Stati Uniti |
| Data                                                                       | Città                                                                      | In casa                                                                    | Risultato                                                                  | Ospiti                                                                     | Competizione                                                               | Reti                                                                       | Note                                                                       |
| -------------------------------------------------------------------------- | -------------------------------------------------------------------------- | -------------------------------------------------------------------------- | -------------------------------------------------------------------------- | -------------------------------------------------------------------------- | -------------------------------------------------------------------------- | -------------------------------------------------------------------------- | -------------------------------------------------------------------------- |
| 20-1-2024                                                                  | San Antonio                                                                | Stati Uniti                                                                | 0 – 1                                                                      | Slovenia                                                                   | Amichevole                                                                 | -                                                                          | 77’                                                                        |
| Totale                                                                     |                                                                            | Presenze                                                                   | 1                                                                          |                                                                            | Reti                                                                       | 0                                                                          |                                                                            |